# 73491 Robmatson
73491 Robmatson è un asteroide della fascia principale. Scoperto nel 2002, presenta un'orbita caratterizzata da un semiasse maggiore pari a 2,6618056 UA e da un'eccentricità di 0,1266375, inclinata di 12,85660° rispetto all'eclittica.
Dal 6 marzo al 4 maggio 2004, quando 82232 Heuberger ricevette la denominazione ufficiale, è stato l'asteroide denominato con il più alto numero ordinale. Prima della sua denominazione, il primato era di 69230 Hermes.
L'asteroide è dedicato all'astrofilo statunitense Robert Matson.